# 作曲学科
作曲学科（さっきょくがっか）は、大学の学科のひとつ。作曲学科では作曲の知識についてを学ぶとなっているが、作曲そのものは教えられないので、普通は作曲された作品の査定や音楽美学のあり方について考察する。
基本的には音楽大学の音楽学部に設置されている学科で、音楽理論、楽曲分析、管弦楽法、作曲された作品についての質疑応答などの作曲に関することを中心とした教育・研究が行われている。

## 大学一覧
関東
- 東京藝術大学